# خورخي ديشان
خورخي ديشان (بالإسبانية: Jorge Deschamps)‏ هو لاعب كرة قدم ومدرب كرة قدم تشيلي، ولد في 13 مايو 1984 في بارال في تشيلي. لعب مع .

## وصلات خارجية
- خورخي ديشان على موقع قاعدة بيانات كرة القدم.إي يو (الإنجليزية)
- خورخي ديشان على موقع Soccerway.com (الإنجليزية)
- خورخي ديشان على موقع AS.com (الإسبانية)